# 生きない
『生きない』（いきない）は、1998年9月26日公開の日本映画。原案は中原文夫の短編小説『不定期バスの客』（「神隠し」所収）。

## 概要
清水浩監督第一作。第51回ロカルノ国際映画祭アキュメニカリプライズ、第3回釜山国際映画祭国際批評家連盟賞。

## ストーリー
新垣（ダンカン）が保険金を目当てに集団自殺バス旅行を企てる。そこに叔父の代わりに来た、美つき（大河内奈々子）がやってきて……

## スタッフ
- 製作：森昌行、柘植靖司、吉田多喜男
- 監督：清水浩
- 原作：中原文夫
- 脚本：ダンカン
- 撮影：柳島克己
- 美術：磯田典宏
- 編集：太田義則

## 出演
- ダンカン（新垣）
- 大河内奈々子（美つき）
- 村野武範（伊藤）
- 小倉一郎（神田）
- 尾美としのり（木村）
- 温水洋一（八代）
- 石田太郎（野口）
- 左右田一平（小沢）
- グレート義太夫（能勢）
- 岸博之（望月）
- 三橋貴志（小松）
- 砂丘光男（田口）
- 春木みさよ（福田）